# أيام فاس الدامية
أيام فاس الدامية، أو التريتل عند اليهود المغاربة، هي أعمال شغب وقعت في مدينة فاس، عاصمة المغرب آنذاك، في الفترة الممتدة من 17 إلى 19 أبريل 1912، بعد وقت قصير من توقيع معاهدة فاس التي أسست الحماية الفرنسية في المغرب.
قبيل أعمال الشغب، استفاد سكان فاس من المعاهدة، لكنهم اعتقدوا أنه تمت خيانتهم من السلطان عبد الحفيظ الذي سافر إلى الرباط لضمان سلامته. بعد أعمال الشغب، اضطر عبد الحفيظ إلى التنازل عن العرش لصالح شقيقه يوسف.
رغم التحذيرات من اندلاع انتفاضة، فقد تركت معظم القوات الفرنسية فاس، وبقي 1.500 جندي فرنسي و5.000 عسكري مغربي بقيادة ضباط فرنسيين. في صباح 17 أبريل، أعلن الضباط الفرنسيون قواعد جديدة خاصة بالعساكر المغاربة. تمردت العديد من الوحدات فورا، مما تسبب في فقدان السيطرة عليهن وعلى المدينة.
هاجم الجنود قادتهم الفرنسيين، ثم غادروا ثكناتهم وهاجموا الأحياء الأوروبية واليهودية في المدينة. قامت فرنسا تحت قيادة العقيد موانياي بالقصف المدفعي لإجبار قوات المتمردين على الاستسلام، وهذا ما حصل بعد يومين. يشمل عدد القتلى بما في ذلك 66 أوروبيا، 42 يهوديا و600 مغربي.